# Dietmar Diesner
Dietmar Diesner (* 2. September 1955 in Elsterwerda) ist ein deutscher Holzbläser (Sopransaxophon, Klarinette), der vor allem im Bereich der freien Improvisationsmusik tätig ist.

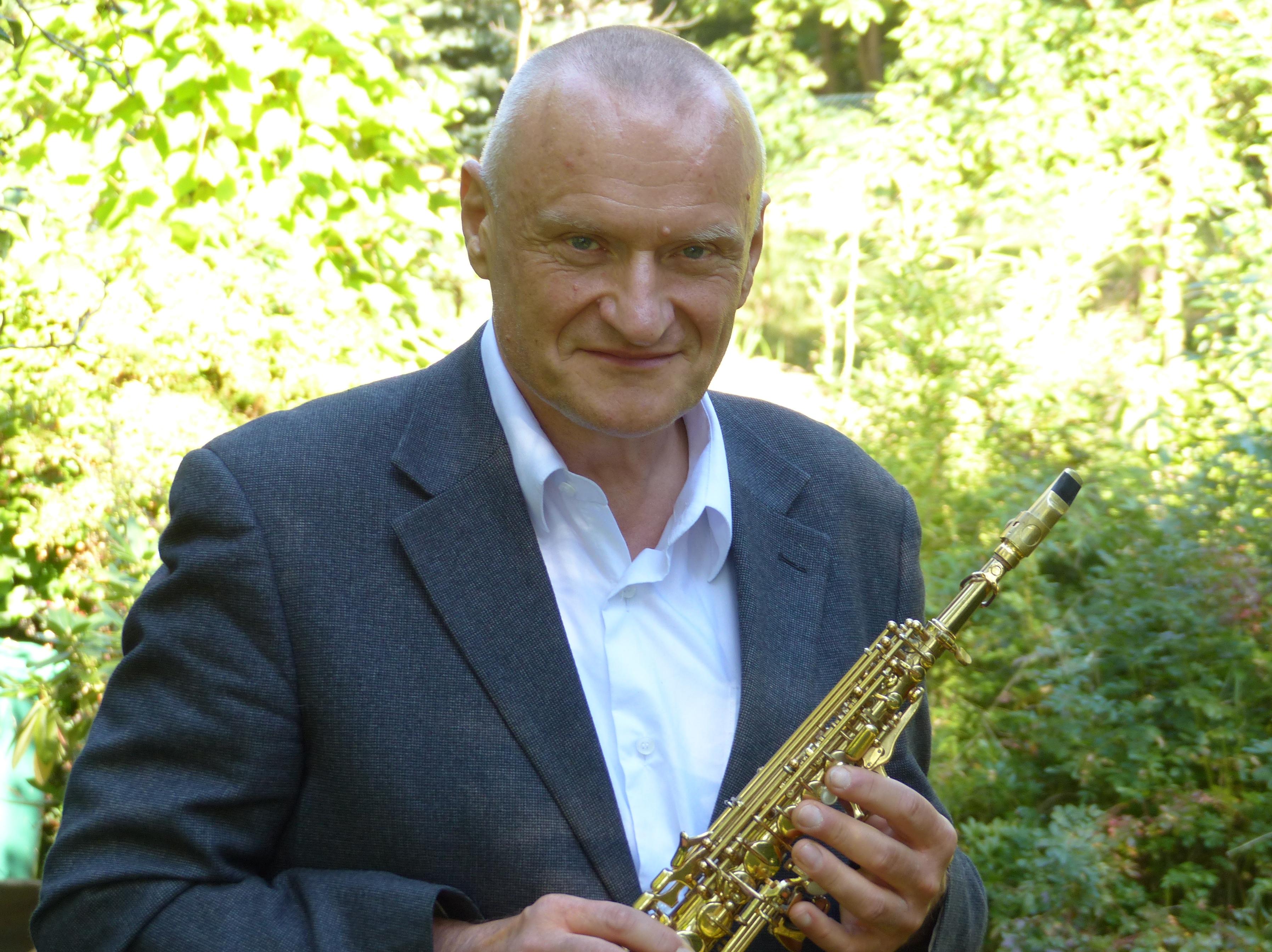
Dietmar Diesner, 2016

## Ausbildung und Wirken
Diesner studierte von 1975 bis 1978 am Konservatorium in Cottbus und anschließend bis 1984 an der Hochschule für Musik „Carl Maria von Weber“ Dresden. Seit 1979 spielte er in der „Dresdner Musikbrigade“ und im Cottbuser Improvisationstrio „Evidence“, seit 1982 ist er auf internationalen Festivals zu hören. Er arbeitete mit Musikern wie Ulrich Gumpert, Ernst-Ludwig Petrowsky, Manfred Schulze, Hans-Günther Wauer, Hans Rempel, Joe Sachse, Hannes Bauer und Radu Malfatti, aber seit 1982 auch mit Helge Leibergs interdisziplinärem Projekt „Gokan“ und seit 1983 mit Sasha Waltz. Später trat er auch mit Tony Oxley, Fred Frith, Arto Lindsay, Sven-Åke Johansson (CD „Konsumdelikatessware“, 1988), Heiner Goebbels, Jon Rose, Shelley Hirsch, David Moss, Günter Baby Sommer, Franz Koglmann oder Theo Jörgensmann auf. Seit 1983 gibt er auch Solokonzerte als „saxophon-actor“. Auch gehörte er zu Georg Gräwes „Grubenklangorchester“ und dem „King Übü Orchestra“ sowie zu Noisebands wie „Kixx“ („Weißer Voodoo“, 1991) oder „Slawtherhaus“. Anfang der 90er Jahre war Diesner zusammen mit David Moss Teil des Projektes Intime Musik des Komponisten Peter Machajdík (Konzerte u. a. im Rahmen von Inventionen an der Akademie der Künste in Berlin, Jazztage in Ilmenau und Konzerthaus Wien).
Die Entwicklung von präparierten elektronischen Saxophonsounds und individuellen Spieltechniken brachte Diesner, der Echtzeitkomposition propagiert, dem Reclams Jazzlexikon zufolge den Ruf eines innovativen Improvisators ein. Er schrieb auch Bühnenmusiken für Heiner Müller und die Filmmusik zu Das Bergwerk – Franz Fühmann.

## Veröffentlichungen
- Matthias Bolz, Dietmar Diesner, Jürgen Haufe, Claus Weidensdorfer: Ton-Bild-Kumpanei. Mit CD-ROM. Wolke Verlag, Hofheim, 2001, ISBN 978-3-936000-00-9.

## Lexigraphische Einträge
- Wolf Kampmann (Hrsg.), unter Mitarbeit von Ekkehard Jost: Reclams Jazzlexikon. Reclam, Stuttgart 2003, ISBN 3-15-010528-5.
- Bert Noglik in: Martin Kunzler: Jazz-Lexikon. Band 2: M–Z (= rororo-Sachbuch. Bd. 16513). 2. Auflage. Rowohlt, Reinbek bei Hamburg 2004, ISBN 3-499-16513-9.
- Jürgen Wölfer: Jazz in Deutschland. Das Lexikon. Alle Musiker und Plattenfirmen von 1920 bis heute. Hannibal, Höfen 2008, ISBN 978-3-85445-274-4.